# Михайлов Рустам Васильович
Руста́м Васи́льович Миха́йлов (10.01.1984—20.03.2022) — молодший сержант Збройних сил України, учасник російсько-української війни, який загинув під час російського вторгнення в Україну.

## Життєпис
Народився 1984 року. Мешкав у м. Умань (Черкаська область).
Під час російського вторгнення в Україні в 2022 році був молодшим сержантом, командиром десантно-штурмового відділення окремої десантно-штурмової бригади. Загинув 20 березня 2022 року в бою під м. Волновахою Донецької області.

## Нагороди
- орден «За мужність» III ступеня (2022) — за особисту мужність і самовіддані дії, виявлені у захисті державного суверенітету та територіальної цілісності України, вірність військовій присязі. [3]